# Мстители: Война бесконечности (саундтрек)
Мсти́тели: Война́ бесконе́чности (саундтрек) (англ. Avengers: Infinity War (Original Motion Picture Soundtrack)) является музыкой к фильму Marvel Studios «Мстители: Война бесконечности» (2018) Алана Сильвестри. Hollywood Records выпустили альбом саундтреков в цифровом виде 27 апреля 2018 года и в физических форматах 18 мая 2018 года.

## Разработка
В июне 2016 года стало известно, что Алан Сильвестри, написавший музыку к фильму «Мстители», вернется, чтобы записать музыку как для «Войны бесконечности», так и для её продолжения. Хотя Сильвестри воспроизвел основную тему, которую он представил в первом фильме «Мстители», он заявил, что проводились обсуждения, чтобы попытаться включить индивидуальный установленный мотив каждого персонажа в его музыку, «но все были в значительной степени согласны с тем, что это будет больше отвлекать если даже попытаться это сделать». Сильвестри начал записывать свою музыку в январе 2018 года и завершил его в конце марта.
Сильвестри чувствовал, что работа над фильмом «была действительно отличной от всего, что я делал раньше, особенно в отношении подхода и уравновешивания быстрых изменений тона». Он отметил, что «Танос не просто получил свою собственную музыкальную тему; он получил свою собственную чувствительность», в то время как Дети Таноса были музыкально связаны с Таносом. Сильвестри избегал придавать каждому из Камней Бесконечности тему, как он это сделал в фильме «Первый Мститель» с Тессерактом, говоря: «Музыка для Камней Бесконечности на самом деле построена вокруг реакции Таноса. Каждый раз, когда он получал один, это момент всегда был значительным и часто эмоциональным». Музыка Сильвестри полностью оркестровая. Сильвестри также использовал тему Людвига Йоранссона из «Чёрной пантеры» в фильме, на что Йоранссон надеялся, что это произойдет, учитывая, что он не участвовал в саундтреке к «Войне бесконечности».
В фильм также входит «The Rubberband Man» от The Spinners, когда впервые появляются Стражи Галактики, который был выбран исполнительным продюсером «Войны бесконечности» и режиссером фильмов Стражей Галактики Джеймсом Ганном. Ганн рассказал, что «Draw the Line» от Aerosmith, «Train in Vain» от The Clash и «Caught in a Dream» от Alice Cooper также рассматривались на тот момент. «New York Groove» Эйса Фрейли также использовалась в другой сцене с Стражами, которая в конечном итоге была вырезана из театрального релиза. Hollywood Records и Marvel Music выпустили саундтрек альбом в цифровом виде 27 апреля 2018 г., а 18 мая в физических форматах. Были выпущены две версии: обычная и делюкс-издание, причем делюкс-издание включает в себя несколько расширенных и дополнительных треков к обычному изданию.

## Трек-лист
Вся музыка написана Аланом Сильвестри.
| №                   | Название                  | Длительность |
| ------------------- | ------------------------- | ------------ |
| 1.                  | «The Avengers»            | 0:25         |
| 2.                  | «Travel Delays»           | 2:43         |
| 3.                  | «Undying Fidelity»        | 5:05         |
| 4.                  | «He Won’t Come Out»       | 2:31         |
| 5.                  | «We Both Made Promises»   | 2:22         |
| 6.                  | «Help Arrives»            | 4:21         |
| 7.                  | «Hand Means Stop»         | 2:37         |
| 8.                  | «You Go Right»            | 4:26         |
| 9.                  | «Family Affairs»          | 3:51         |
| 10.                 | «What More Could I Lose?» | 3:36         |
| 11.                 | «A Small Price»           | 3:17         |
| 12.                 | «Even for You»            | 2:14         |
| 13.                 | «More Power»              | 4:07         |
| 14.                 | «Charge!»                 | 3:28         |
| 15.                 | «Forge»                   | 4:22         |
| 16.                 | «Catch»                   | 6:04         |
| 17.                 | «Haircut and Beard»       | 3:02         |
| 18.                 | «A Lot to Figure Out»     | 2:01         |
| 19.                 | «The End Game»            | 2:17         |
| 20.                 | «I Feel You»              | 2:48         |
| 21.                 | «What Did It Cost?»       | 2:25         |
| 22.                 | «Porch»                   | 0:59         |
| 23.                 | «Infinity War»            | 2:35         |
| Общая длительность: | Общая длительность:       | 71:36        |

Вся музыка написана Аланом Сильвестри.
| №                   | Название                                    | Длительность |
| ------------------- | ------------------------------------------- | ------------ |
| 1.                  | «The Avengers»                              | 0:25         |
| 2.                  | «Travel Delays» (Extended)                  | 4:45         |
| 3.                  | «Undying Fidelity»                          | 5:05         |
| 4.                  | «No More Surprises»                         | 4:04         |
| 5.                  | «He Won’t Come Out» (Extended)              | 3:39         |
| 6.                  | «Field Trip»                                | 3:36         |
| 7.                  | «Wake Him Up»                               | 4:04         |
| 8.                  | «We Both Made Promises» (Extended)          | 4:27         |
| 9.                  | «Help Arrives» (Extended)                   | 5:38         |
| 10.                 | «Hand Means Stop / You Go Right» (Extended) | 7:18         |
| 11.                 | «One Way Ticket»                            | 3:27         |
| 12.                 | «Family Affairs» (Extended)                 | 5:37         |
| 13.                 | «What More Could I Lose?» (Extended)        | 5:07         |
| 14.                 | «A Small Price»                             | 3:17         |
| 15.                 | «Even for You»                              | 2:15         |
| 16.                 | «Morning After»                             | 2:08         |
| 17.                 | «Is He Always Like This?»                   | 3:23         |
| 18.                 | «More Power»                                | 4:07         |
| 19.                 | «Charge!»                                   | 3:28         |
| 20.                 | «Forge»                                     | 4:22         |
| 21.                 | «Catch»                                     | 6:04         |
| 22.                 | «Haircut and Beard» (Extended)              | 3:51         |
| 23.                 | «A Lot to Figure Out» (Extended)            | 3:08         |
| 24.                 | «The End Game» (Extended)                   | 2:34         |
| 25.                 | «Get That Arm / I Feel You» (Extended)      | 4:45         |
| 26.                 | «What Did It Cost?» (Extended)              | 3:35         |
| 27.                 | «Porch»                                     | 0:59         |
| 28.                 | «Infinity War»                              | 2:35         |
| 29.                 | «Old Tech»                                  | 1:06         |
| 30.                 | «End Credits»                               | 7:31         |
| Общая длительность: | Общая длительность:                         | 116:18       |

## Чарты
| Чарты (2018)                         | Весшая позиция |
| ------------------------------------ | -------------- |
| Italian Compilation Albums (FIMI)    | 28             |
| New Zealand Heatseeker Albums (RMNZ) | 9              |
| Шотландия (Scottish Albums Chart)    | 73             |
| США (Billboard 200)                  | 92             |

## Награды
| Год  | Премия | Категория                          | Номинант(-ы)                      | Результат | Пр.    |
| ---- | ------ | ---------------------------------- | --------------------------------- | --------- | ------ |
| 2019 | Грэмми | Лучшая инструментальная композиция | Алан Сильвестри за "Infinity War" | Номинация | [ 15 ] |